# Magaye Gueye
Magaye Serigne Falilou Dit Nelson Gueye (Nogent-sur-Marne, 6 luglio 1990) è un ex calciatore francese naturalizzato senegalese, di ruolo attaccante.

## Carriera

### Nazionale
Il 5 e l'8 settembre 2009 ha giocato le partite di qualificazione all'Europeo Under-21 contro Slovenia ed Ucraina.

## Statistiche

### Cronologia presenze e reti in nazionale
| Cronologia completa delle presenze e delle reti in nazionale ― Senegal olimpica | Cronologia completa delle presenze e delle reti in nazionale ― Senegal olimpica | Cronologia completa delle presenze e delle reti in nazionale ― Senegal olimpica | Cronologia completa delle presenze e delle reti in nazionale ― Senegal olimpica | Cronologia completa delle presenze e delle reti in nazionale ― Senegal olimpica | Cronologia completa delle presenze e delle reti in nazionale ― Senegal olimpica | Cronologia completa delle presenze e delle reti in nazionale ― Senegal olimpica | Cronologia completa delle presenze e delle reti in nazionale ― Senegal olimpica |
| Data                                                                            | Città                                                                           | In casa                                                                         | Risultato                                                                       | Ospiti                                                                          | Competizione                                                                    | Reti                                                                            | Note                                                                            |
| ------------------------------------------------------------------------------- | ------------------------------------------------------------------------------- | ------------------------------------------------------------------------------- | ------------------------------------------------------------------------------- | ------------------------------------------------------------------------------- | ------------------------------------------------------------------------------- | ------------------------------------------------------------------------------- | ------------------------------------------------------------------------------- |
| 26-7-2012                                                                       | Manchester                                                                      | Regno Unito olimpica                                                            | 1 – 1                                                                           | Senegal olimpica                                                                | Olimpiadi 2012 - 1º turno                                                       | -                                                                               |                                                                                 |
| 1-8-2012                                                                        | Coventry                                                                        | Senegal olimpica                                                                | 1 – 1                                                                           | Emirati Arabi Uniti olimpica                                                    | Olimpiadi 2012 - 1º turno                                                       | -                                                                               |                                                                                 |
| 4-8-2012                                                                        | Londra                                                                          | Messico olimpica                                                                | 4 – 2                                                                           | Senegal olimpica                                                                | Olimpiadi 2012 - Quarti di finale                                               | -                                                                               |                                                                                 |
| Totale                                                                          |                                                                                 | Presenze                                                                        | 3                                                                               |                                                                                 | Reti                                                                            | 0                                                                               |                                                                                 |

## Palmarès

### Club

#### Competizioni nazionali
- Campionato azero: 1

Qarabağ: 2019-2020